# Apriona buruensis
Apriona buruensis là một loài bọ cánh cứng trong họ Cerambycidae.